# 先体

ヒトの精子

先体（せんたい、英: acrosome）は、精子核の周囲を帽子状に取り囲むものであり、精子細胞(en:Spermatid)が精子に変形する過程において、ゴルジ装置から作られた袋状の構造物。尖体とも呼ばれる。先体内には脂質糖タンパク質複合体の先体物質（ヒアルロニダーゼ(en:Hyaluronidase)、アクロシン(en:Acrosin)）が含まれている。先体反応を起こし、卵子内に侵入する。